# Giovanni Piccolomini
Giovanni Piccolomini (1475 † 1537) va ser un Prelat papal i cardenal italià.
Nascut en una família noble, era besnet del Papa Pius II i nebot del Papa Pius III. No es té informació precisa sobre la seva educació, però va ser considerat un "home savi".
L'1 de juliol de 1517 va ser nomenat cardenal pel Papa Lleó X i el 6 de juliol d'aquell any va rebre el títol de Santa Sabina. També era bisbe de Sitten des de 1522 i bisbe d'Aquila des de1523, bisbe d'Albano el 1524, el bisbe de Palestrina el 1531, bisbe de Porto i Santa Rufina des de 1533, bisbe d'Ostia des de 1535. I Degà del Col·legi de Cardenals l'octubre de 1534.
Va participar en el conclave de 1521-22 i el de 1523 i 1533, respectivament, que van triar el Papa Adrià VI, Climent VIII i el Papa Pau III.
Era un patró i benefactor de molts artistes.
Va morir a Siena i va ser enterrat a la catedral de la mateixa ciutat.